# Метрополитен Порту
Метрополитен Порту (порт. Metro do Porto) — легкорельсовая электрифицированная система городского пассажирского транспорта в Порту, Португалия. Несмотря на присутствие слова Metro в своём названии, данная транспортная система является не метрополитеном, а скоростным трамваем. Скоростной трамвай Порту является самым популярным, быстрым и удобным видом общественного транспорта в городе, его услугами ежедневно пользуются около 170 тысяч пассажиров. Линии скоростного трамвая Порту связывают центр города с отдалёнными районами и пригородами Большого Порту.
Скоростной трамвай Порту состоит из 6 линий и 82 станций, из которых 15 подземных. Он соединяет шесть городов агломерации Большой Порту, а именно: сам Порту, Вила-ду-Конди, Вила-Нова-ди-Гая, Мая, Матозиньюш и Повуа-ди-Варзин. Оператором является компания Transdev.

## Описание
Первая очередь системы (линия A, синяя), соединяющая город Матозиньюш и станцию «Trindade» в центре Порту, была открыта 7 декабря 2002 года. Через два года она была продлена до стадиона «Драган» в рамках подготовки к Евро-2004.
14 апреля 2005 года было построено первое ответвление от станции "Senhora da Hora" до станции "Povoa de Varzim" и был открыт маршрут B (красная линия), 30 июля 2005 года было построено ответвление от станции "Fonte do cuco" до станции "ISMAI" и был открыт маршрут C (зелёная линия), линия D (жёлтая линия) была построена в 2005—2006 годы, 27 мая 2006 года было построено ответвление от станции "Verdes" до станции "Aeroporto" и был открыт маршрут E (фиолетовая линия). 2 января 2011 года был построен участок от станции "Estadio do Dragao" до станции "Fanzeres" и был открыт маршрут F.
В скоростном трамвае Порту существуют одна самостоятельная линия D, которая пересекается с основным участком на станции «Trindade» — единственной пересадочной станцией в скоростном трамвае Порту. На основном участке линия имеет четыре разветвления и на ней функционируют  5 маршрутов. От конечной станции «Fanzeres» начинается маршрут F, который продолжается до станции «Senhora da Hora». Маршруты А, В, Е начинаются от станции «Estadio do Dragao». Маршрут С начинается от станции «Campanhã». Таким образом от станции «Campanhã» до станции «Senhora da Hora» все 5 маршрутов следуют вместе. После станции «Senhora da Hora» от основной линии отсоединяется маршрут А, который следует до конечной станции «Senhor de Matosinhos». После станции «Fonte do Cuco» от основной линии отсоединяется маршрут С, который следует до конечной станции «ISMAI». После станции «Verdes» разъединяются маршруты В и Е. Маршрут В следует до конечной станции «Ponta de Varzim», а маршрут Е до конечной станции «Aeroporto».
Станции скоростного трамвая Порту обозначаются стилизованной буквой "М" в круге. Большинство из них расположены на поверхности и выглядят как обычные трамвайные остановки. Подземные станции оформлены очень просто и лаконично – минимум деталей и рекламы, максимум удобства и чистоты, понятная система навигации. Несмотря на то, что станции залегают неглубоко, все они оборудованы эскалаторами. Часть станций украшены останками древних строений и предметов быта, найденных во время их строительства.
Административно скоростному трамваю Порту подчинён городской фуникулёр.
В скоростном трамвае Порту существует зонная система оплаты проезда.
По состоянию на 2007 год общая стоимость сети составила € 3,5 миллиарда, или более 1 % от ВВП страны. Затраты по проекту оказались выше ожиданий, только в 2006 году убытки городского правительства достигли € 122 миллионов.

В сети используется два вида трамваев. На линиях A, D, E и F используется Bombardier Flexity Outlook (Eurotram). На линиях B и C используется Bombardier Flexity Swift.

### Линии
| Линия   | Станции | Длина    |
| ------- | ------- | -------- |
| Линия A | 23      | 16,1 км  |
| Линия B | 35      | 33,55 км |
| Линия C | 24      | 19,7 км  |
| Линия D | 16      | 9,16 км  |
| Линия E | 21      | 16,62 км |
| Линия F | 24      | 16,91 км |

## Будущие проекты
Несмотря на большие затраты, в скоростном трамвае Порту планируется введение в строй линии G, а также продление линий A, B, C и D.